# 國際專案管理師
國際專案管理師（Project Management Professional），通常簡稱PMP，是由美国國際專案管理學會（Project Management Institute，PMI）組織所舉辦的專案管理領域資格認證。
PMP採取資格審查與考試相结合的方式進行，考試內容主要源自美國國際專案管理學會編寫的《專案管理知識體系指南》（A Guide to the Project Management Body of Knowledge，PMBOK® Guide）。
截至 2018年2月底截止，全球PMP人數為 839,682人 (美國國際專案管理學會 官網數據)

## 考試摘要
PMP考試規範說明五方面的考核領域。
1. 專案啟始(13%)
2. 專案規劃(24%)
3. 專案執行(31%)
4. 專案監視與管制(25%)
5. 專案結束(7%)

考試包括基於規範的200個單選題。上面括号中的数字是每个领域所占比重。

## 目的
政府、商业和其他组织为提高專案成功率，应用PMI的《專案管理知識體系指南》中标准化的和不断进化的项目管理理论，聘請PMP（页面存档备份，存于）认证的專案经理。
2005年12月，PMP认证被CertCities.com选为2006年10大热门认证中的第四名。
2008年12月，被ZDNet选为十大IT证书中的第七名。

## 考试说明
PMP考试是由Prometric（普尔文）公司提供的全球考试中心以电脑答题的形式進行。此外，在没有Prometric考试中心的地区也提供纸本答题方式。考试包括200道单选题，25道是预览题目，不计入考试成绩，就是25道题无论答的对错，都不计入成绩。考试成绩由其他175道题算得。
通过电脑答题的应试者在提交答案时可立即得到成绩，通过笔试的应试者通常在4周内取得成绩报告。
帮助PMP应试者通过考试的资料有很多。教辅书籍、在线课程和教室课堂都可以在网路找到。
考点由PMI授权，培训机构也会被授权组织考点。

## 考試資格
PMP考試資格，大學以上學歷需要專案經驗4500小時以上、35 小時課程訓練時數；高中以上學歷需要專案經驗7500小時以上、35 小時課程訓練時數。

## 引用
1. ↑  .   [2018-05-07]. （原始内容存档于2018-05-07）.
2. ↑  . www.pmi.org.tw.   [2018-05-05]. （原始内容存档于2018-05-05）.
3. ↑   (PDF).   [2018-05-05]. （原始内容 (PDF)存档于2018-05-05）.
4. ↑  Nagel, Becky. . CertCities.com. December 14, 2005  [September 18, 2009]. （原始内容存档于2011-07-08）.
5. ↑  Dignan, Larry. . December 11, 2008  [September 18, 2009]. （原始内容存档于2010-03-06）.
6. ↑  . www.pmi.org.   [2018-05-16]. （原始内容存档于2020-10-13） （英语）.